# Лобачи (Решетиловский район)
Лобачи (укр. Лобачі) — село,
Лобачевский сельский совет,
Решетиловский район,
Полтавская область,
Украина.
Код КОАТУУ — 5324281901. Население по переписи 2001 года составляло 468 человек.
Является административным центром Лобачевского сельского совета, в который, кроме того, входят сёла
Глубокая Балка,
Коржи,
Крахмальцы и
Тривайлы.

## Географическое положение
Село Лобачи находится на расстоянии в 0,5 км от села Тривайлы
и в 1,5 км от сёл Глубокая Балка, Крахмальцы и Глушачи.
По селу протекает пересыхающий ручей с запрудой.
Рядом проходит автомобильная дорога М-03.

## Экономика
- «Элита», аграрное объединение фермерских хозяйств.

## Объекты социальной сферы
- Школа І-ІІ ст.

## Известные люди
В селе родился Герой Советского Союза Карп Корячко.